# Bryce Deadmon
Bryce Deadmon (Missouri City, 26 marzo 1997) è un velocista statunitense, campione olimpico nella staffetta 4×400 metri a Tokyo 2020 ed a Parigi 2024.

## Palmarès
| Anno | Manifestazione   | Sede     | Evento        | Risultato | Prestazione | Note                                    |
| ---- | ---------------- | -------- | ------------- | --------- | ----------- | --------------------------------------- |
| 2021 | Giochi olimpici  | Tokyo    | 4×400 m       | Oro       | 2'55"70     | Miglior prestazione personale           |
| 2021 | Giochi olimpici  | Tokyo    | 4×400 m mista | Bronzo    | 3'10"22     | [ 2 ]                                   |
| 2022 | Mondiali         | Eugene   | 4×400 m       | Oro       | 2'56"17     | Miglior prestazione mondiale stagionale |
| 2022 | Campionati NACAC | Freeport | 400 m piani   | Bronzo    | 45"06       | Record dei campionati                   |
| 2022 | Campionati NACAC | Freeport | 4×400 m       | Oro       | 3'01"79     |                                         |
| 2023 | Mondiali         | Budapest | 400 m piani   | Batteria  | 46"20       |                                         |
| 2024 | World Relays     | Nassau   | 4×400 m       | Batteria  | dq          |                                         |
| 2024 | Giochi olimpici  | Parigi   | 4x400 m       | Oro       | 2'54"43     | Record olimpico                         |
| 2024 | Giochi olimpici  | Parigi   | 4x400 m mista | Argento   | 3'07"74     | [ 3 ]                                   |